# Dapingfangornis
Dapingfangornis sentisorhinus is een vogel behorende tot de Enantiornithes die in het vroege Krijt leefde in het gebied van het huidige China.

## Vondst en naamgeving
In het begin van de eenentwintigste eeuw werd door de Shenyang Normal University in Liaoning een gebroken plaat verworven met daarop het skelet van een kleine vogel. Yang Shurui herstelde het specimen dat een nieuw taxon bleek te vertegenwoordigen.
In 2006 werd de typesoort Dapingfangornis sentisorhinus benoemd en beschreven door Li Li, Duan Ye, Hu Dongyu, Wang Li, Cheng Shaoli en Hou Lianhai. De geslachtsnaam verbindt de naam van de stad Dapingfang met een Grieks ornis, "vogel". De soortaanduiding is afgeleid van het Latijn sentis, "punt", en het Grieks rhis, "neus".
Het holotype LPM 00039 is gevonden in een laag van de Jiufotangformatie die dateert uit het vroege Aptien, ongeveer 120 miljoen jaar oud. Het bestaat uit een vrijwel volledig skelet, platgedrukt op een plaat. Uitgebreide delen van het verenkleed zijn bewaard gebleven. Het werd geacht een mannelijk exemplaar te vertegenwoordigen. Wellicht betreft het een volwassen dier.
In 2023 werd op basis van CAT-scan een verbeterde beschrijving gegeven waarin erkend werd dat beschadigingen de oorspronkelijke beschrijvers op een dwaalspoor hadden geleid.

## Beschrijving
Het holotype meet inclusief staartveren 261 millimeter.
De snuit is spits en draagt een doornvormige structuur. Volgens latere onderzoekers gaat het hier vermoedelijk om een losgeraakt deel van het neusbeen of traanbeen. Beschadigingen aan de snuit kunnen ook de spitsheid daarvan overdreven hebben. Het hypocleidum van het vorkbeen is kort. De gewrichtsvlakken op het borstbeen voor het ravenbeksbeen maken een kleine hoek met elkaar van ongeveer 100°. Het achterste buitenste uitsteeksel van het borstbeen vormt naar voren en buiten een haak. De ellepijp is langwerpig, 7% langer dan het opperarmbeen. Het spaakbeen lijkt zeer smal te zijn.
Er zijn minstens drie maxillaire en zeven dentaire tanden. De oorspronkelijke beschrijving meldt er meer. Die beweert ook dat ze afwijkend ver uit elkaar staan maar volgens latere onderzoekers is de afstand normaal.
In 2006 werd een verenkroon op de kop gemeld maar vermoedelijk gaat het om een artefact van de bewaring. Er zijn aan het uiteinde twee staartveren, ieder langer dan de romp.

## Fylogenie
Dapingfangornis werd in 2006 in de Eoenantiornithidae geplaatst. De fylogenie is echter omstreden. In 2023 werd geconcludeerd dat er een nauwe verwantschap was met Pterygornis.